# Max Bolliger
Max Bolliger (Olten, 3 dicembre 1917 – ...) è stato un ciclista su strada svizzero.

## Carriera
Non si conoscono molte notizie relative a questo ciclista, che corse per tutta la sua carriera prevalentemente come individuale.
Si sa che partecipò a tre edizioni del Tour de Suisse, fra il 1939 ed il 1942, portando a termine in tutte le occasioni la corsa ed ottenendo quale miglior risultato finale il secondo posto nell'edizione del 1939 ad appena 29" dal vincitore Robert Zimmermann.
Nel 1937 concluse al terzo posto il Tour du Lac Léman dietro Werner Buchwalder ed Edgar Buchwalder